# Dino Terra
Dino Terra, pseudonimo di Armando Simonetti (Roma, 13 ottobre 1903 – Firenze, 8 febbraio 1995), è stato uno scrittore italiano.

## Biografia
Figlio del pittore Attilio Simonetti (1843-1925) - allievo del Fortuny e stabilitosi, per decenni, a Parigi-  Dino Terra per un anno studiò Medicina alla Sorbona.  Tornato a Roma, fondò, con Umberto Barbaro, la sezione romana del movimento Clarte, al quale aderiranno anche Trilussa e il musicista Alfredo Casella.
In contatto con Marinetti, frequentò con assiduità il Teatro degli Indipendenti di Anton Giulio Bragaglia; ivi allacciò un duraturo rapporto ideale con l'anarchico russo Bielinski e l'ungherese Miklos Sisa, vicino, questi, come Barbusse, all'epocale intellighenzia sovietica d'avanguardia. Il Movimento immaginista, da Terra finanziato, ebbe un suo (effimero) periodico, "La Ruota Dentata" e una sua casa editrice, cui collaborò anche il pittore futurista Vinicio Paladini.

### Scritti
Pubblica L'amico dell'angelo (1927), Riflessi (1927) -rielaborato, anni dopo, in Un uomo e l'inferno. Romanzesco viaggio nel proibito (1981)  - Ioni (1929); tra le migliori sue opere narrative degli anni successivi, si segnalano i romanzi Profonda Notte (1932), Metamorfosi  (1933), Anima e Corpo (1934), Fuori tempo (1938).

### Giornalismo
Giornalista professionista, si occupò spesso di critica letteraria e d'arti figurative compreso il cinema, con collaborazioni a "Il Quadrivio",  a "Il Tevere" e al termine della la Seconda guerra mondiale collaborò alla rinascita di "Avanti!". Negli anni cinquanta scrisse  su "Il Momento" e su "Il Popolo".

### Teatro
Alcune sue commedie - Il Faustino (1952), La coda santa (1953), La vedovella (1956), Carambola(1957) e La collana (1962) - vennero rappresentate con scenografie di De Chirico.
Nel 1960 si trasferì a Firenze, per dirigere  il settimanale "Tuttitalia".